# Fëdor Petrovič Litke
Il conte Fëdor Petrovič Litke, nato Friedrich Benjamin Lütke (in russo Фёдор Петро́вич Ли́тке?; 28 settembre 1797 – 28 agosto 1882), è stato un navigatore, geografo ed esploratore russo.
Venne nominato ammiraglio nel 1855 e conte nel 1866. Fu membro corrispondente (1829), membro onorario (1855) e presidente (1864) dell'Accademia russa delle scienze a San Pietroburgo. Fu anche membro onorario di diverse altri organismi sia russi che stranieri e divenne poi membro corrispondente dell'Accademia francese delle scienze di Parigi.

## Biografia
Fyodor (o Fedor) P. Litke proveniva da una famiglia tedesca naturalizzata russa. Suo nonno, Johann F. Lütke, era un predicatore luterano tedesco e scrittore di scienze fisiche e teologiche. Nel 1745, Johann Lütke si trasferì dalla Germania a Mosca, come pastore luterano di una parrocchia, allo scopo di diffondere il protestantesimo in Russia. Da giovane, Fyodor studiò in una scuola luterana ed imparò la lingua tedesca dei suoi antenati. In quanto a religione professò il protestantesimo.
Litke iniziò la sua carriera navale nella Marina imperiale russa nel 1813. Prese parte alla crociera di circumnavigazione della terra di Vasilij Golovnin sulla nave Kamchatka dal 1817 al 1819. Quindi dal 1821 al 1824, capeggiò la spedizione inviata ad esplorare le coste della Novaja Zemlja, il Mar Bianco e la parte orientale del mare di Barents. Dal 1826 al 1829, guidò la crociera mondiale al comando della nave Senjavin; partita da Kronštadt doppiò il Capo Horn. Fu accompagnato in questa spedizione dal capitano Michail Nikolaevič Stanjukovič al comando dello sloop Moller.
Durante questo viaggio descrisse la costa occidentale del mare di Bering, le isole Bonin al largo del Giappone e le Caroline, scoprendo dodici nuove isole.
Nel 1835 Fyodor Litke venne nominato, dallo zar Nicola I tutore del suo secondo figlio, Konstantin Nikolaevič Romanov.
Litke fu il primo ad avere l'idea di realizzare un mareografo per la misurazione delle maree (1839). Ne vennero costruiti ed installati lungo le coste dell'Oceano Artico e Pacifico nel 1841. Litke fu uno degli organizzatori della Società geografica russa della quale fu presidente nel periodo 1845-1850 e 1857-1872. Venne nominato presidente del comitato scientifico della Marina nel 1846 e fu anche comandante in capo e governatore militare dei porti di Reval (oggi Tallinn) e successivamente Kronštadt nel 1850-1857. Nel 1855, Litke divenne un membro del Consiglio di Stato russo (совет Государственный in russo, un potere legislativo che precedette la Duma, nata nel 1906).
Nel 1873, la Società geografica russa introdusse la medaglia d'oro di Litke. Il suo nome venne dato ad un capo, ad una penisola, ad una montagna e ad una baia in Novaja Zemlja, oltre che a un'isola della Terra di Francesco Giuseppe, una nella baia Bajdarackaja, e a un gruppo dell'arcipelago di Nordenskiöld. Oltre a ciò portano il suo nome uno stretto fra penisola della Kamčatka e l'Isola Karaginskij ed un rompighiaccio russo.

## Il suo contributo alla geografia dell'Alaska

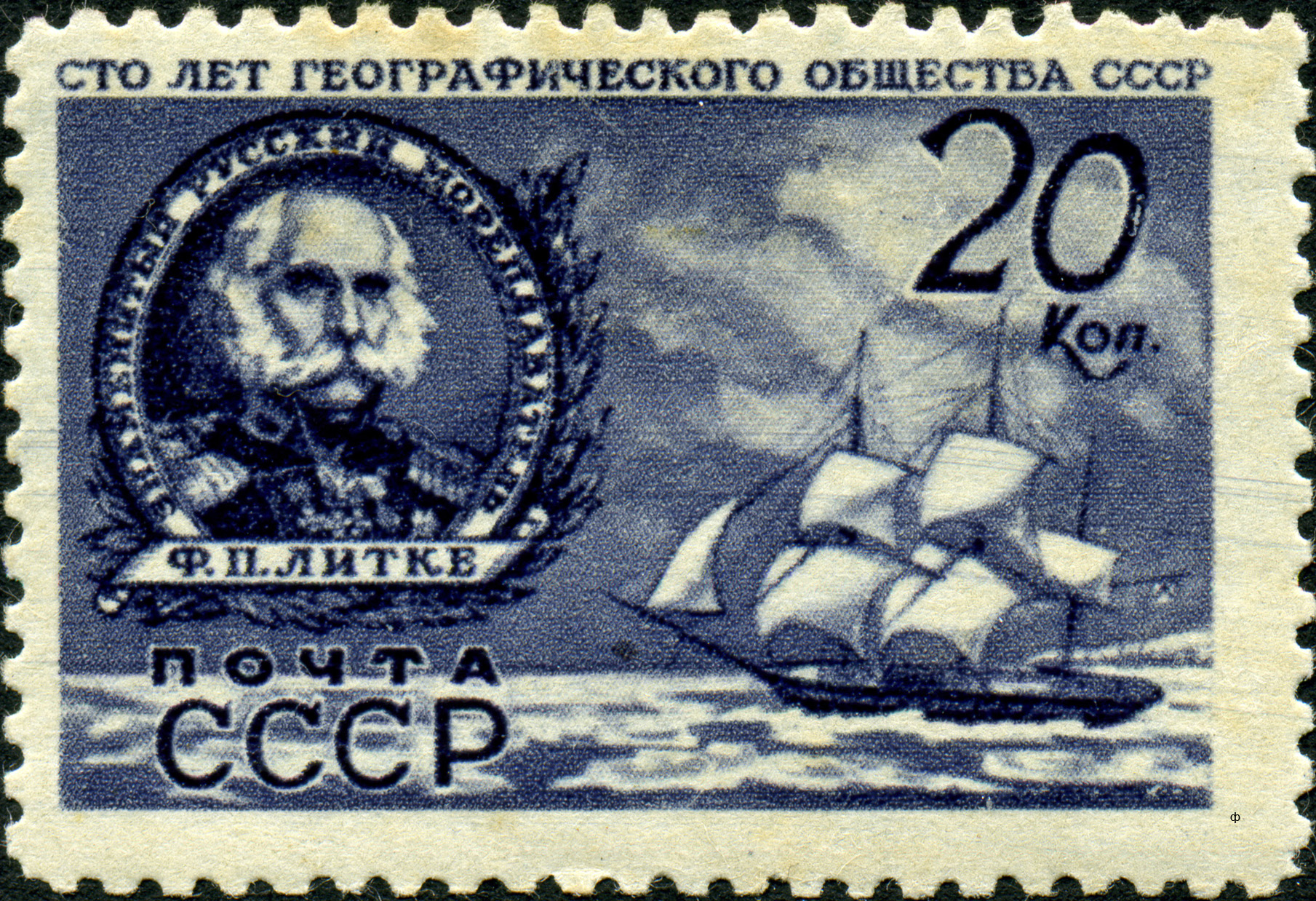
Il ritratto di Fyodor Litke su un francobollo del 1947 dell'Unione Sovietica a commemorazione del centenario della Società geografica russa.

Nel corso del suo viaggio intorno al mondo sulla corvetta russa Seniavin, Litke giunse a Sitka nel 1827. Da lì partì per Unalaska, esplorando sulla rotta le Isole Pribilof, l'Isola San Matteo e le Isole del Commodoro, prima di giungere a Petropavlovsk, un porto che egli utilizzò come base per altre esplorazioni lungo le coste della Siberia e lungo la rotta per il golfo di Lavrentija (Čukotka) presso lo stretto di Bering.
Dopo il suo ritorno a Kronštadt Litke pubblicò un resoconto in tre volumi delle sue esplorazioni, corredati di atlanti, in russo e in francese, quest'ultimo pubblicato a Parigi e dal titolo Voyage autour du monde, : exécuté par ordre de sa majesté l'empereur Nicolas Ier, sur la corvette Le Séniavine, dans les années 1826, 1827, 1828 et 1829, par Frédéric Lutké, ... commandant de l'expédition. Partie historique, avec un atlas, litographié d'après les dessins originaux d'Alexandre Postels et du baron Kittlitz. Traduit du russe sur le manuscrit original, sous les yeux de l'auteur, par le conseiller d'état F. Boyé. Tome I–III. Ne vennero però stampate soltanto poche copie e soprattutto l'originale in russo, con relativi atlanti, è divenuto molto raro.
Il volume contiene i dettagli nautico, idrografici e geografici sull'allora poco noto Mare di Bering e sull'Alaska, ottenuti non solo con il contributo di Litke, ma anche utilizzando varie fonti inedite russe. Anche se ci furono errori e ritardi nella pubblicazione, che non soddisfecero l'autore, il lavoro di Litke è una fonte preziosa di informazioni sull'evoluzione delle conoscenze geografiche di Alaska e Mare di Bering. Quando W. H. Dall ha pubblicato un indice per il libro, il nome Litke venne indicato come "Lütke", che riflette l'ortografia con cui è stato pubblicato il libro a Parigi.
Alcune caratteristiche geografiche della costa dell'Alaska, come le isole Walrus e Kritskoi, le isole Kudobin e numerose altre caratteristiche delle Aleutine, sono state nominate dal conte Feodor Litke nelle carte che vennero successivamente pubblicate.
Il capo ora noto come Capo Lütke in Alaska è stato dedicato all'esploratore russo dal Servizio Idrografico Imperiale Russo nel 1847, ma l'errore di ortografia del nome Litke indicato come "Lütke" permane negli Stati Uniti.